# Villásfarkú kotinga
A villásfarkú kotinga (Phibalura flavirostris) a madarak osztályának verébalakúak (Passeriformes) rendjébe és a kotingafélék (Cotingidae) családjába tartozó Phibalura nem egyetlen faja.
A magyar név forrással nincs megerősítve.

## Rendszerezés
A családon belül a legközelebbi rokona a Calyptura nembe tartozó királykakotinga (Calyptura cristata).

## Előfordulása
Argentína, Bolívia, Brazília és Paraguay területén honos. A természetes élőhelye erdők határain, részben vagy enyhén fás részeken, tisztásokon és a kertekben van.

## Megjelenése
Testhossza 21-22 centiméter.

## Külső hivatkozások
- Képek az interneten a fajról
- Internet Bird Collection - videók a fajról